# Zatypota anomala
Zatypota anomala är en stekelart som först beskrevs av Holmgren 1860.  Zatypota anomala ingår i släktet Zatypota och familjen brokparasitsteklar. Inga underarter finns listade i Catalogue of Life.

## Bildgalleri

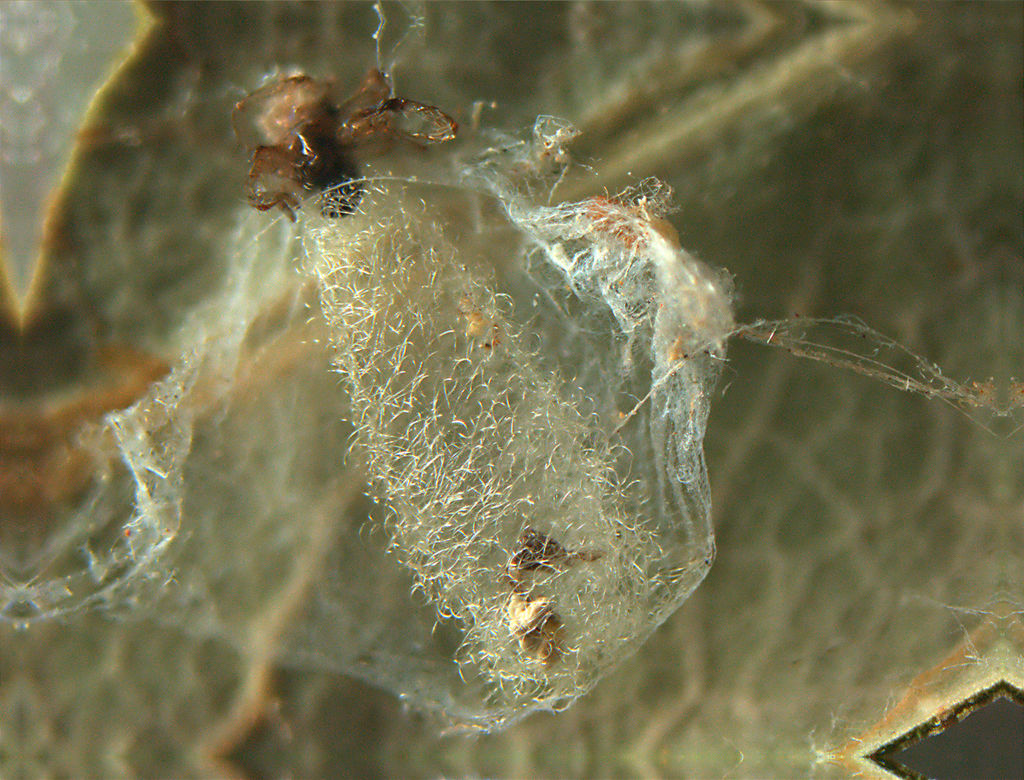
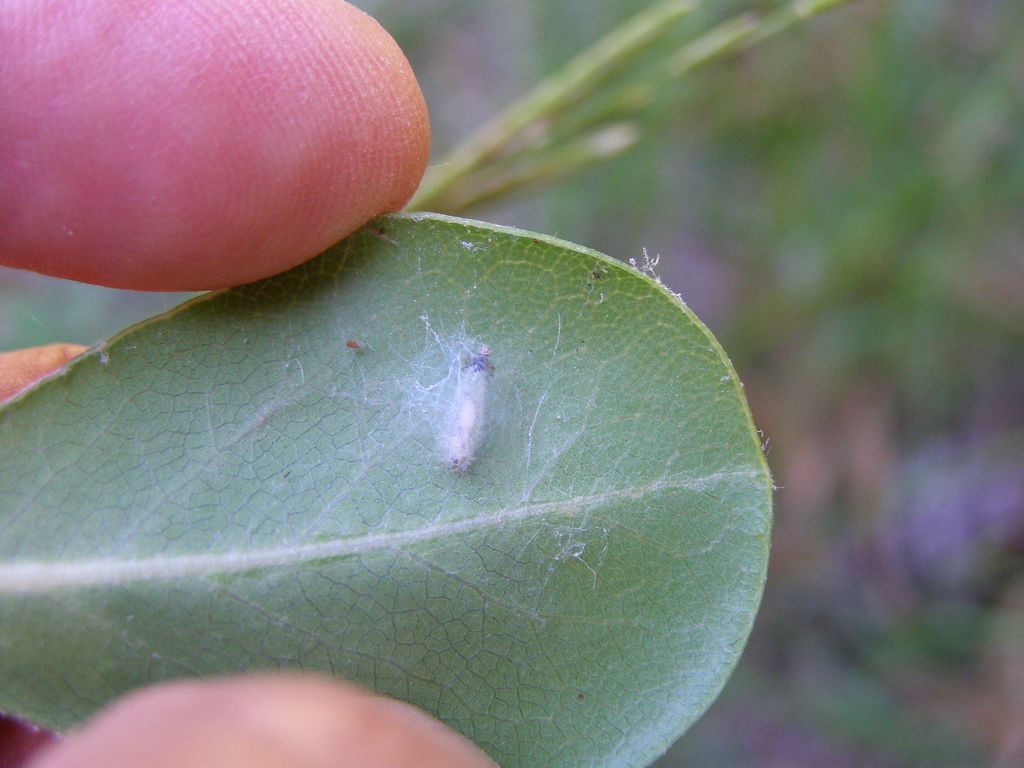